# アイヴァン (企業)
株式会社アイヴァンは東京都港区に本社を置く企業。ファッションアイウェアブランド「EYEVAN」を展開。

## 概要
1911年に創業。1972年に「着る眼鏡」をコンセプトとしたファッションアイウェアブランドとして設立。工学器具メーカーの山本光学株式会社グループ。1998年に「オプテックジャパン株式会社」として分社化。2018年に「株式会社アイヴァン」に名称変更。

## 沿革
- 1911年 - 山本晴治が大阪市内にて山本眼鏡レンズ製作所を設立[1]。
- 1947年 - 株式会社に組織を変更（山本防塵眼鏡株式会社）
- 1972年 - 石津謙介率いるヴァンヂャケットと業務提携。
- 1972年 - 株式会社アイヴァン設立。
- 1985年 - 山本光学株式会社（1980年に山本防塵眼鏡株式会社）と合併。オプテックジャパン株式会社（本社、福井県鯖江市）を設立。一般メガネフレームおよびサングラスの製造を始める。
- 1985年 - 福井県鯖江市に眼鏡工房、EYEVAN CRAFT FACTORYを設立。
- 1989年 - 米・ロサンゼルスのオリバーピープルズ社とメガネの製造、販売ライセンス契約を締結。
- 1998年 - 組織改組に伴い、山本光学グループから経営分社したうえで、眠鏡事業を集約しオプテックジャパン株式会社（本社、東京都）として分離独立。
- 1999年 - 小売り部門 オプテックヴィジョン（株）を設立。
- 2003年 - アイウェアブランド「EYEVAN」の展開を一時休止。
- 2013年 - アイウェアブランド「EYEVAN 7285」をローンチ。
- 2016年 - アメリカ現地法人OPTEC JAPAN GROUP USA. INC を設立。
- 2017年 - ヨーロッパ現地法人 OPTEC JAPAN GROUP EUROPE. INC を設立。
- 2018年 - 株式会社アイヴァン / 株式会社アイヴァンリテーリングへ社名変更[2]、アイウェアブランド「EYEVAN」を復活。

## 取扱いブランド
- EYEVAN
- EYEVAN 7285
- 10 eyevan
- Eyevol
- E5 eyevan

## 関連スポーツ選手

### 「Eyevol」アドバイザリースタッフ
サッカー
- 柴崎岳[2]
- 長谷部誠[3]

女子ゴルフ
- 上田桃子・成田美寿々・青木瀬令奈[4]、金田久美子・森田遥・脇元華・西村優菜・川﨑春花・植手桃子[5]

ゴルフ
- 深堀圭一郎

サーフィン
- 佐藤魁・田中英義・西村いちご・脇田貴之・牛越峰統[6]

パラサーフィン
- 近藤健太朗

スケートボード
- 伊藤慎一・上野伸平[6]、榊原佳耶、藤井雪凛

BMX
- 福島滉平

ライフセーバー
- 池端拓海・八木愛海

### 所属選手
フェンシング
- 吉村美穂[7]